# Axel Delmar
Pour les articles homonymes, voir Delmar.
Axel Delmar, né Alexander Hans Waldemar von Demandowsky, né le 9 avril 1867 à Berlin et mort le 7 avril 1929 à Gorden, est un acteur, réalisateur et dramaturge allemand.

## Biographie
Axel Delmar grandit à Berlin et devient acteur. 
En 1911 il fonde le "Heimatspiele" à Potsdam, qu'il dirige jusqu'en 1918. Dans les années qui précèdent la Première Guerre mondiale, le metteur en scène de théâtre Axel Delmar fonde un théâtre en plein air, le "Heimatspiele", pour les "Jeux de la patrie allemande" au Brauhausberg à Potsdam. En effet, il fait de plus en plus figurer au répertoire des pièces patriotiques, comme la tragédie populaire « Glaube und Heimat » de Karl Schönherr le 1er mars 1911 et qui est l'un des plus grands succès scéniques de cette année. Ce théâtre en plein air permet aux personnes à faible revenu d'assister à un spectacle. Après 1918, le théâtre est repris par la Volksbühne de Berlin. En 1927, le théâtre devient la propriété de l'État prussien. 
Axel Delmar écrit des pièces patriotiques telles que "Der eiserne Heiland" oder "Marschall Vorwärts" (Maréchal en avant).
Son fils Ewald von Demandowsky, né en 1906, est Reichsfilmdramaturge et directeur de production de la société des films sonores Tobis pendant le régime nazi et est exécuté par la justice soviétique à Berlin en 1946.

## Œuvres
- Die Ahrenshooper. Vaterländisches Schauspiel, UA 1893 Berlin
- See. Drama in zwei Aufzügen. Reclam, Leipzig 1895
- Haschisch. Opéra. Musique: Oskar von Chelius (1859–1923). UA 1896 Dresde
- Heimatspiel: Alt-Potsdam oder Die erste Eisenbahn oder Dem Vergnügen der Einwohner. Musique: Walter von Simon
- Heimatspiel Marschall vorwärts.
- König Drosselbart. Opéra. Musique: Gustav Kulenkampff. UA 31.12.1899 Berlin
- Marschall Vorwärts. Heimatspiel en 2 actes. Musique: Walter von Simon. Hayn, Potsdam 1913.
- An mein Volk. Ein Zeitbild aus dem Jahre 1813. Leipzig 1914.
- Das Ostpreusslein mit seinem Dukatenmännchen. Ein Weihnachtsmärchen für gross und klein. Musique: Rudolf Kaiser. Potsdam, 1916.
- Luther. Mysterium in fünf Gesichten. Berlin 1917.